# Roeselia emissa
Roeselia emissa är en fjärilsart som beskrevs av Dyar 1915. Roeselia emissa ingår i släktet Roeselia och familjen trågspinnare. Inga underarter finns listade.